# Selenoli

La struttura del gruppo selenolo in (blu).

I selenio-mercaptani sono composti chimici caratterizzati dalla presenza di selenio e di un tiolo (o mercaptano), aventi formula {\displaystyle \mathrm {R-SeH} }.
I selenio-mercaptani sono altamente tossici, così come i tioli, e allo stesso modo hanno un odore molto forte. Tra i più intensi vi è il selenio-butantiolo (o selenio-butilmercaptano, {\displaystyle \mathrm {C_{4}H_{9}SeH} }), prodotto dalle moffette, che è stato classificato dal Guinness dei primati come una delle sostanze presenti in natura dall'odore peggiore, insieme con l'etantiolo.